# Iberia (Missouri)
Iberia és una població dels Estats Units a l'estat de Missouri. Segons el cens del 2000 tenia 6 habitants.

## Demografia
Segons el cens del 2000, Iberia tenia 605 habitants, 268 habitatges, i 161 famílies. La densitat de població era de 259,5 habitants per km².
Dels 268 habitatges en un 30,2% hi vivien nens de menys de 18 anys, en un 41% hi vivien parelles casades, en un 13,4% dones solteres, i en un 39,9% no eren unitats familiars. En el 35,8% dels habitatges hi vivien persones soles el 21,3% de les quals corresponia a persones de 65 anys o més que vivien soles. El nombre mitjà de persones vivint en cada habitatge era de 2,26 i el nombre mitjà de persones que vivien en cada família era de 2,91.
Per edats la població es repartia de la següent manera: un 25,3% tenia menys de 18 anys, un 9,8% entre 18 i 24, un 25,5% entre 25 i 44, un 20,5% de 45 a 60 i un 19% 65 anys o més.
L'edat mediana era de 36 anys. Per cada 100 dones de 18 o més anys hi havia 79,4 homes.
La renda mediana per habitatge era de 22.337 $ i la renda mediana per família de 28.750 $. Els homes tenien una renda mediana de 25.500 $ mentre que les dones 16.875 $. La renda per capita de la població era de 12.918 $. Entorn del 13,6% de les famílies i el 17,8% de la població estaven per davall del llindar de pobresa.

## Poblacions més properes
El següent diagrama mostra les poblacions més properes.